# اچ‌دی ۲۲۱۲۴۶
اچ‌دی ۲۲۱۲۴۶ یک ستاره است که در صورت فلکی آندرومدا قرار دارد.